# 淀川長治・ラジオ名画劇場
『淀川長治・ラジオ名画劇場』（よどがわながはる ラジオめいがげきじょう）は、1973年10月から1981年3月にかけて、TBS（現在のTBSラジオ）が通年で週に1回放送していた映画評論番組。霊友会が「インナートリップの霊友会」名義で協賛していたラジオ番組の1つで、当時「映画評論の第一人者」であった淀川長治が、毎回設定されたテーマに沿って映画の名作・名場面を解説していた。

## 放送曜日

### 年度上半期（プロ野球シーズン中）
- 1974年度　毎週月曜日20:00 - 21:00（18:25 - 21:10に放送されていた『月曜ゴールデンスペシャル』の第3部に編成）
- 1975 - 1979年度　毎週月曜日20:00 - 21:00（単独番組として編成）
- 1980年度　毎週月曜日19:30 - 20:30

### 年度下半期（プロ野球のオフシーズン中）
平日の夜間に編成される『ゴールデン・ワイド』（第2期）内で生放送を実施していた。
- 1973年度　毎週水曜日20:00 - 21:00
- 1974 - 1980年度　毎週月曜日20:00 - 21:00

## ネット局
- 『ゴールデン・ワイド』への内包期間中は、JRN（幹事局はTBS）に加盟している当該曜日分のネット局（北海道放送・中部日本放送・朝日放送・RKB毎日放送）でも同時ネットを実施していた。
  - 淀川の出身地（兵庫県神戸市）が所在する近畿広域圏の朝日放送では、年度下半期に（『ゴールデン・ワイド』枠内の番組から一部を自社制作番組に差し替える方式で）『ABCゴールデン・ワイド』の編成を始める前（1975年度）にも、毎週日曜日の22:00 - 23:00（年度上半期）→毎週土曜日の20:00 - 21:00（年度下半期）に単独番組として放送。

## 番組本
TBSブリタニカ（当時TBS系列の出版社。現在のCCCメディアハウス）より、1976-78年にかけて「私の映画の部屋」と題した、当番組の放送台本を基とした著書が計6冊発行（のちに、文春文庫から文庫本も発行）された。
1976年
- 「私の映画の部屋-淀川長治 Radio名画劇場」
- 「続 私の映画の部屋-淀川長治 Radio名画劇場」
- 「続々 私の映画の部屋-淀川長治 Radio名画劇場」

1977年
- 「映画の部屋のお客さま-淀川長治対談集」（当番組に出演したゲストの俳優・評論家とのインタビュー集）

1978年
- 「新 私の映画の部屋-淀川長治Radio名画劇場」
- 「新々 私の映画の部屋-淀川長治Radio名画劇場」